# イェーゴリ・プルツェフ
イェーゴリ・イーゴレヴィチ・プルツェフ（英語: Yegor Igorevich Prutsev, ロシア語: Егор Игоревич Пруцев, セルビア語: Јегор Игоревич Пруцев、2002年12月23日 - ）は、ロシアとセルビアのサッカー選手。ポジションはミッドフィールダー。

## 経歴

### レッドスター・ベオグラード
2022年10月9日のセルビア・スーペルリーガ、FKスパルタク・スボティツァ戦に出場しトップチームデビューを果たした。